# Catacombe di San Senatore
Le catacombe di San Senatore sono delle catacombe situate nella città di Albano Laziale, in provincia di Roma, nel Lazio. Si trovano al km 25 della via Appia (tra Albano e Ariccia), presso la chiesa di Santa Maria della Stella. Sono dedicate al santo martire Senatore. Note fin dal Medioevo, sono ad oggi, con le catacombe di Ad Decimum (rinvenute nel 1913 nel comune di Grottaferrata) le uniche dei Colli Albani.

## Storia
Ricavate in una cava dismessa di pozzolana lungo la via Appia già a partire dal IV o dal V secolo (sono citate nelle opere dell'epoca Depositio martyrum e Martyrologium Hieronymianum – nel quale si menziona, per la prima volta, san Senatore), rimasero in uso fino al IX secolo circa.
Il De Locis, una guida del VII secolo per i pellegrini nei dintorni di Roma, che indica le catacombe come luogo di sepoltura di un'ignota Santa Perpetua e di altri "innumerevoli santi", promette "grandi prodigi".
Cadute in disuso, le reliquie furono trasferite nella cattedrale di San Pancrazio o disperse. Riscoperte nel 1720, tutti i reperti rinvenuti sono oggi esposti all'interno del Museo Civico di Albano.

### San Senatore d'Albano
Di San Senatore non si conosce la data del martirio. Tuttavia, il Martyrologium Romanum lo commemora il 26 settembre. Conosciamo il suo nome dal De Locis, il quale menziona una "chiesa di san Senatore" che si trovava non lontano da Albano e di cui oggi non rimane traccia (all'epoca le chiese erano dedicate ai martiri, il che conferma che doveva esserlo).

## Affreschi
All'interno delle catacombe si trovano alcuni affreschi del V secolo, scoperti tra il 1989 e il 1990. Tra questi, uno raffigurante lo stesso San Senatore (dipinto come un giovane ricciuto vestito di tunica e pallio), un affresco bizantino databile al IX secolo raffigurante il Cristo Pantocratore tra Maria e san Smaragdo, diverse iscrizioni sepolcrali pagane e cristiane, un arcosolio della fine del V secolo. Due cunicoli sono ancora parzialmente scavati.